# Resident Evil: Resistance
Resident Evil: Resistance (estilizado como REsistance) es un videojuego de terror y supervivencia de disparos cooperativo en tercera persona, desarrollado por el estudio taiwanés NeoBards Entertainment, que cuenta con diversos elementos del survival horror. Está integrado dentro del universo de Resident Evil, desarrollado por Capcom.
El videojuego fue presentado originalmente el 9 de septiembre de 2019 bajo el nombre de Project Resistance. Está desarrollado con el motor RE Engine y disponible para PlayStation 4, Xbox One y Microsoft Windows. El 10 de diciembre de 2019, junto con el anuncio del remake del Resident Evil 3, se anunció el nuevo nombre del juego y su disposición como modo multijugador.

## Jugabilidad
El videojuego se centra en cuatro jugadores (dos chicos y dos chicas) que asumen el papel de supervivientes que tendrán que escapar de las multitudes de zombis y mutantes para poder sobrevivir. Cada uno de los personajes es único, y cuenta con sus propias habilidades. El videojuego permite la presencia de un quinto jugador, que asumirá el papel antagonista, enfrentándose a los supervivientes creando trampas y obstáculos y liberando monstruos para evitar que salgan con vida.